# Vallesia
Vallesia é um género botânico pertencente à família Apocynaceae.